# Ayopaya
Ayopaya är huvudort i bolivianska provinsen Ayopaya i departementet Cochabamba i Bolivia.